# تسويوشي كينو
تسويوشي كينو (باليابانية: 木野 強) (مواليد 28 يونيو 1967)، هو لاعب كرة قدم سابق كان يلعب كمهاجم.